# Google Notebook
Google Notebook (Блокнот Google) — это бесплатная веб-служба, предоставлявшаяся Google, которая обеспечивала простой способ сохранения и организации записей информации при работе с онлайновыми источниками. Эта служба позволяла пользователю делать записи, собирать текст, изображения и ссылки со страниц при веб-сёрфинге. Всё сохранённое в онлайновом «блокноте» возможно было сделать доступным для других пользователей.
Функции доступа предоставляли пользователю возможность создавать блокноты, читаемые другими, или обрабатывать записи в сотрудничестве с определёнными пользователями.
Мини-версия Google Блокнота была доступна как расширение к браузеру (для Mozilla Firefox и Internet Explorer), что позволяло собирать информацию, не покидая отображаемую страницу, с помощью функции «Записать это», доступной через контекстное меню.
Блокноты могли содержать заголовок и саму запись, также была возможность добавлять комментарии и теги.
Google Notebook был анонсирован 10 мая 2006 года и стал доступен 15 мая 2006 года. 14 января 2009 года в официальном блоге сервиса было объявлено о том, что дальнейшая разработка приостановлена. 2 сентября 2011 года было объявлено о закрытии проекта. В июле 2012 года Блокнот Google был закрыт и все данные из него теперь хранятся в Документах Google.